# Afagddu
Afagddu či Morfran je v keltské mytologii syn bohyně Cerindwen a Tegida. Když byl chlapec, byl škaredý a nebyl atraktivní. Myslel si, že by poezie mohla přitahovat dívky, a jeho matka pro něj míchala ve svém kotli byliny inspirace. 
Mladík jménem Gwion, usrkl z kotlíku a stal se velkým básníkem Taliesinem. 